# Friedrich Stellwagen

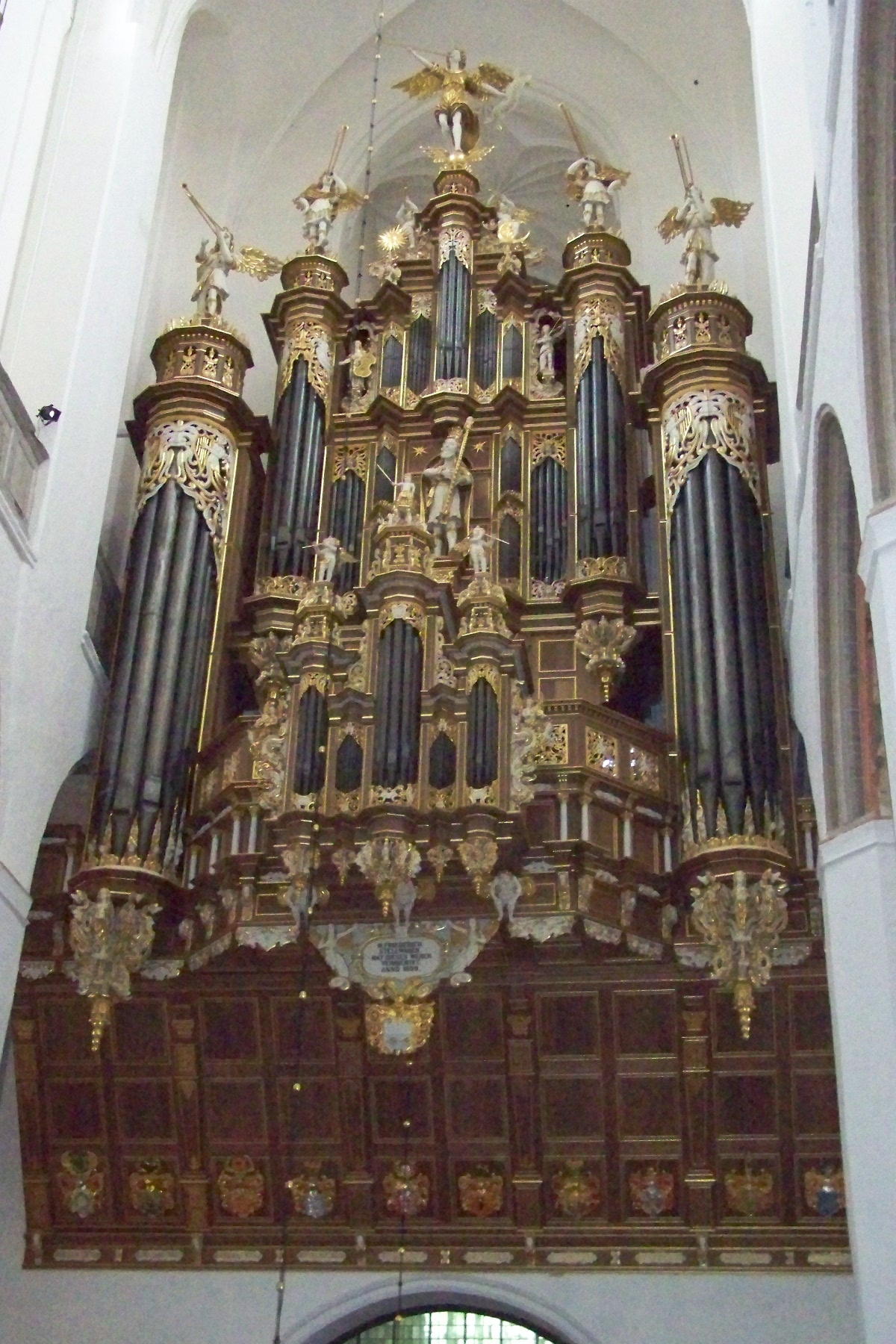
Stralsund - St. Marien

Friedrich Stellwagen (Halle, doop 7 februari 1603 - Lübeck, begrafenis 2 maart 1660) was een Duits orgelbouwer.

## Levensloop
Rond 1629 was hij gezel in de werkplaats van de Kursächsische Hof-Orgelbouwer Gottfried Fritzsche. Hij huwde de dochter van zijn meester. Niet later dan 1634 begon hij te Lübeck als zelfstandig orgelbouwer. In 1645 kreeg hij een contract om de orgels van alle vijf hoofdkerken: St. Marien, Dom, St. Jakobi, St. Petri en Aegidien te onderhouden. In de St. Jacobi breidde hij het kleine orgel in 1636-1637 uit.
In 1637–1641 veranderde hij het grote orgel van de Marienkirche - hierop speelden later Franz Tunder en Dietrich Buxtehude. De organist Heinrich Scheidemann van Hamburg werd gevraagd om de uitgevoerde aanpassingen te beoordelen. Die was zo onder de indruk dat hij het orgel in zijn St.-Katharinenkirche ook liet aanpassen in 1644-1647. 
In 1651-1653 bouwde hij zijn eerste nieuw orgel te Stralsund in het Johanniskloster. Hij hernieuwde daar ook het orgel van de Jakobikirche. Halfweg 1653 kreeg hij een opdracht voor de Marienkirche daar. Het orgel was in 1659 gereed, waarna hij per schip terugvoer naar Lübeck. Hij werd op 25 februari 1660 begraven in de Dom.  

## Gebouwde orgels
- Lübeck, St. Jakobi, kleine orgel, 1636-1637, renovatie door Stellwagen, bewaard en gerestaureerd
- Schloss Ahrensburg, 1639-1640, nieuw, enkele registers bewaard
- Lübeck, St. Marien, grote orgel, 1637-1641, renovatie, vernield tijdens bombardement maart 1942
- Mölln, St. Nikolai, 1639-1641, renovatie, gedeeltelijk bewaard
- Travemünde, St. Lorenz, 1642-43 nieuw, niet bewaard
- Lübeck, St. Petri, grote orgel, 1643-1646, ombouw, niet bewaard
- Hamburg, St. Katharinen, 1644-1647, ombouw, niet bewaard
- Lübeck, St. Aegidien, 1645-1648, uitbreiding van Scherer-orgel van 1624-25 (orgelkas bewaard), niets van Stellwagen bewaard
- Salzwedel, St. Katharinen, 1650, nieuw, niet bewaard
- Stralsund, St. Johannis (Kloster), 1651-1653 nieuw, niet bewaard
- Lübeck, St. Marien, kleine orgel ("Totentanz-Orgel"), 1653-1655, ombouw, vernield tijdens bombardement maart 1942
- Stralsund, St. Marien, 1653-1659, gedeeltelijk bewaard, restauratie 2008

## Geluidsfragment
- Simon Schumacher op het kleine Stellwagenorgel van de St. Jakobikirche Lübeck: Livemitschnitt aus der St. Jakobikirche Lübeck August 2008; 2,38 MBⓘ

Jürgen Ahrend · Johann Bätz · Heinrich Andreas Contius · Familie Gilman · Friedrich Fleiter · Carl Frei · Heinrich Hermann Freytag · Joseph Gabler · Rudolf Garrels · Gottfried Silbermann · Gerhard Grenzing · Albertus Antoni Hinsz · Bartelt Immer · Hans Henny Jahnn · Ludwig König · Hinrich Just Müller · Christian Müller · Carl Friedrich August Naber · Paul Peuerl · Georg Heinrich Quellhorst · Joachim Richborn · Arnold Rohlfs · Conradus Ruprecht II · A. Ruth und Sohn · Wilhelm Rütter · Arp Schnitger · Hans Wolff Schonat · Ernst Seifert · Andreas Silbermann · Friedrich Stellwagen · Johannes Stephanus Strümphler · Hans Suys · Johannes Wilhelmus Timpe · Welte-Mignon · Johann Friedrich Wenthin · Christian Gottlieb Friedrich Witte